# Tomás Azueta
Tomás Azueta Abad fue un marino mexicano que se le caracterizó por su heroica acción durante el incendio del Vapor San Leonardo en el Río Pánuco.
Egresó de la Escuela Comercio y Náutica Mercante "Capitán de Altura Fernando Siliceo y Torres". Fue hijo del Contralmirante Manuel Azueta y hermano del teniente José Azueta.
Murió tratando de desatar el barco del muelle para evitar que el incendio se extendiera hacia tierra, este incendio se debió a que materias inflamables en el río Pánuco, inflamó todas las áreas de la región donde se encontraba atracado el Buque, amenazando con destruir las poblaciones.